# شهرستان بن هیل (جورجیا)
شهرستان بن هیل، جورجیا (به انگلیسی: Ben Hill County, Georgia) یک سکونتگاه مسکونی در ایالات متحده آمریکا است که در جورجیا واقع شده‌است.